# Ост (Мозель)
Ост (фр. Hoste) — коммуна на северо-востоке Франции, регион Гранд-Эст (бывший Эльзас — Шампань — Арденны — Лотарингия), департамент Мозель. Относится к кантону Фремен-Мерлебак. 

## Географическое положение

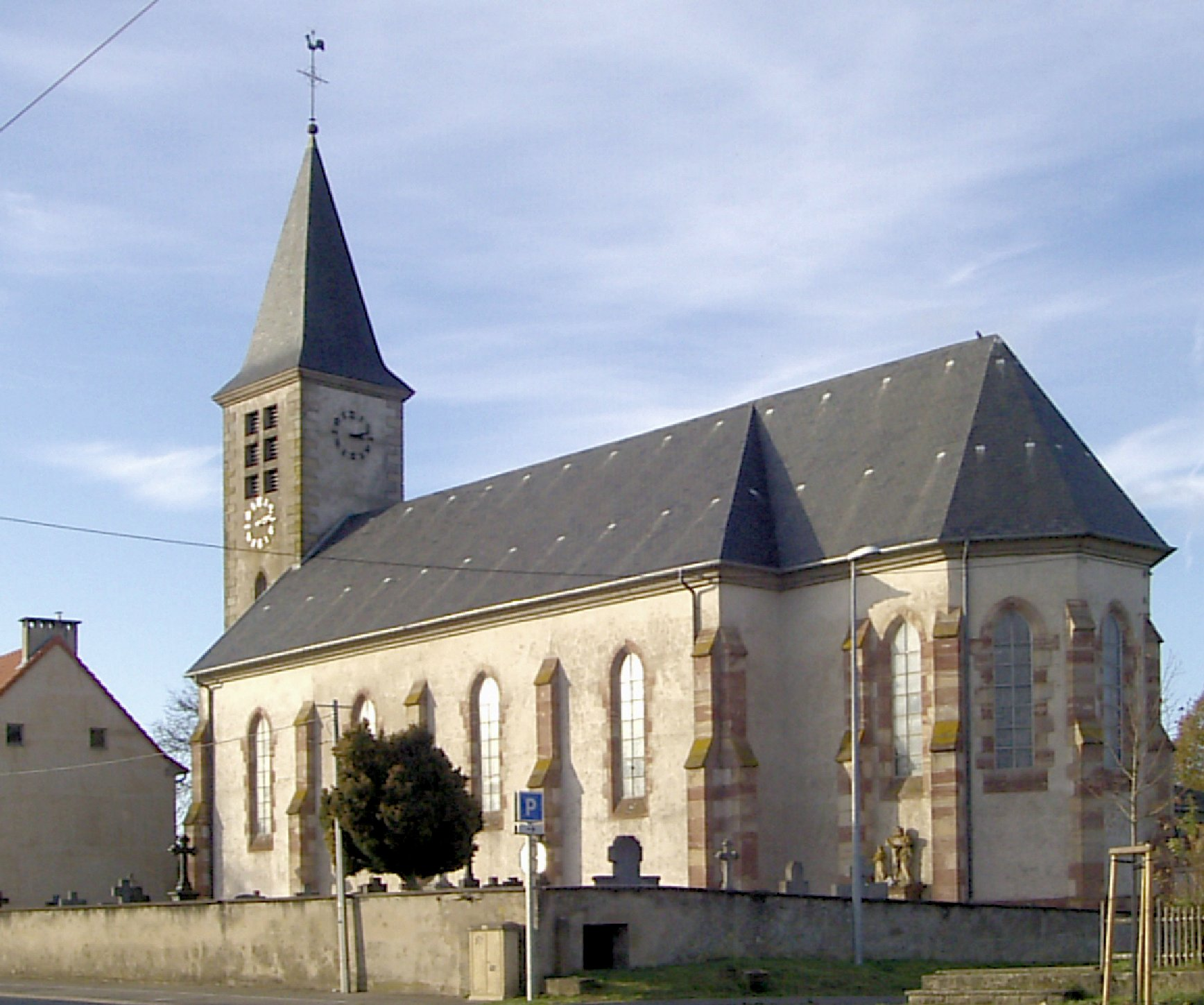
Ост, церковь Сен-Морис.

Ост расположен в 340 км к востоку от Парижа и в 55 км к востоку от Меца. В коммуне имеются два крупных пруда в Ост-От (20 га) и в Ост-Ба (16 га), которые были сооружены как водные оборонительные сооружения линии Мажино. В этих местах линия Мажино называлась «водной».

## История
- Современный Ост включает в себя Нижний Ост (Ост-Ба), Верхний Ост (Ост-От) и часть деревни Валетт.
- Бывшее владение аббатства Сен-Глоссенд в Меце.

## Демография
По переписи 2011 года в коммуне проживало 644 человека. 

## Достопримечательности
- Следы галло-романской культуры, остатки каменного монумента.
- Памятник павшим.
- Арборетум Ост-Ба.
- Сооружения линии Мажино.
- Приходская церковь Сен-Морис в Ост-От (1870—1872) на месте бывшей церкви 1796 года.
- Приходская церковь Сен-Луи в Ост-Ба (XVIII век).